# Ostrava Open 1995
L'Ostrava Open 1995 è stato un torneo di tennis giocato sul sintetico indoor. È stata la 2ª edizione dell'Ostrava Open, che fa parte della categoria World Series nell'ambito dell'ATP Tour 1995.  Si è giocato a Ostrava in Repubblica Ceca, dal 9 al 15 ottobre 1995.

## Campioni

### Singolare
Wayne Ferreira ha battuto in finale  MaliVai Washington con il punteggio di 3–6, 6–4, 6–3

### Doppio
Jonas Björkman /  Javier Frana hanno battuto in finale  Guy Forget /  Patrick Rafter || 6–7, 6–4, 7–6